# トシコから愛を込めて
トシコから愛を込めて (From Toshiko with Love) は、秋吉敏子＝ルー・タバキンビッグバンドのアルバムである。

## 収録曲
全てルー・タバキンの作曲、穐吉敏子の編曲である。
1. ア・ビット・バイアスト (A Bit Byas'd)  - 7分35秒
2. ラメント・フォー・ソニー・クリス (Lament for Sonny)  - 5分14秒
3. レット・ザ・テープ・ロール (Let the Tape Roll)  - 7分28秒
4. タヌキの夜遊び (Tanuki's Night Out)  - 7分40秒
5. 落ちる花びら (Falling Petal)  - 8分36秒
6. イェット・アナザー・ティア (Yet Another Tear)  - 2分51秒

## 演奏メンバー
- バディ・チルダーズ (Buddy Childers)  - トランペット
- スティーヴン・ハフステッター (Steven Huffsteter)  - トランペット
- ラリー・フォード (Larry Ford)  - トランペット、ピッコロトランペット
- マイク・プライス (Mike Price) （トラック3以外） - トランペット
- リチャード・クーパー (Richard Cooper) （トラック3のみ） - トランペット
- ジム・ソウヤー (Jim Sawyer)  - トロンボーン
- ハート・スミス (Hart Smith)  - トロンボーン
- ブルース・ファウラー (Bruce Fowler)  - トロンボーン
- フィル・ティール (Phil Teele)  - バストロンボーン
- ダン・ヒギンズ (Dan Higgins) （トラック3以外） - アルトサックス
- ゲイリー・フォスター (Gary Foster) （トラック3のみ） - アルトサックス
- ボブ・シェパード (Bob Sheppard)  - アルトサックス
- ルー・タバキン (Lew Tabackin)  - テナーサックス、フルート
- ジョン・グロス (John Gross)  - テナーサックス
- ビル・バーン (Bill Byrne)  - バリトンサックス
- スティーヴ・ホートン (Steve Haughton)  - ドラム
- エドワード・バネット (Edward Bannett)  - ベース
- 穐吉敏子 - ピアノ